# Spooksoldaat
De term spooksoldaat of spookbataljon verwijst naar militairen die op de loonlijst van een krijgsmacht staan, maar die niet daadwerkelijk in militaire dienst zijn, om (een deel van) deze salarissen door te sluizen naar de bevelhebber van het spookbataljon of andere invloedrijke leden van de lokale bevolking. Een spooksoldaat kan zelf evenzeer profiteren van deze vorm van corruptie door stilzwijgend terug te keren naar het burgerleven terwijl een passief inkomen verworven wordt. Deze praktijk verzwakt de krijgsmacht en maakt het kwetsbaar voor mislukte aanvallen en grote nederlagen, aangezien leiders het werkelijke aantal troepen dat tot hun beschikking staat overschatten. Ernstige gevallen van het fenomeen spooksoldaten zijn onder andere waargenomen in Zuid-Vietnam, Rusland, Oeganda, Irak en Afghanistan met dramatische militaire en humanitaire gevolgen.

## Voorbeelden

### Irak
De aanwezigheid van spooksoldaten en -bataljons is genoemd als een belangrijke reden voor de reeks snelle en rampzalige nederlagen door het Iraakse leger tegen Islamitische Staat in de vroege offensieven van IS in 2013-'14. 50.000 spooksoldaten werden later geïdentificeerd in 2014. Legerofficieren en soldaten deelden het salaris van de soldaat in ruil voor het niet hoeven opdagen op de militaire kazerne voor arbeid en training. Een soldaat was dan vrij om terug te keren naar zijn niet-militaire beroep en routine, maar moest regelmatig terugkeren om verschillende certificaten te vernieuwen onder de bescherming van zijn officier. Deze praktijk bood Iraakse soldaten ook de mogelijkheid om na 10 jaar spookdienst met pensioen te gaan. Dit werd eind 2014 ontdekt door de Iraakse premier Haider al-Abadi.

### Afghanistan
In 2016 bleek minstens 40% van de soldaten in de provincie Helmand spooksoldaat te zijn. In een rapport beweerde de Amerikaanse speciale inspecteur-generaal voor de wederopbouw van Afghanistan dat "noch de Verenigde Staten, noch hun Afghaanse bondgenoten weten hoeveel Afghaanse soldaten en politiemensen in werkelijkheid bestaan, hoeveel er werkelijk beschikbaar zijn voor dienst, of, in het geheel, de ware aard van hun operationele capaciteiten”.
De situatie van spooksoldaten houdt verband met diepgewortelde structurele corruptie met verschillende effecten. In Helmand hield één basis met 100 soldaten slechts 50 man over, de andere helft had het het bevel gekregen om terug naar huis te gaan terwijl de officier hun salaris incasseerde. Op een andere basis, die op papier bemand was door 300 soldaten, waren slechts 15 soldaten aanwezig toen de basis werd aangevallen en verlaten moest worden. Officieren meldden geen desertie, sterfgevallen of vertrek van hun troepen om mislukkingen te verbergen en deze spooksoldatentoelagen in de wacht te slepen.
Ondertussen hebben échte troepen op geïsoleerde landelijke buitenposten en de frontlinies te maken met een laag moreel en barre levensomstandigheden, met slechte voeding zoals eenvoudige rijst en thee. Troepen smokkelen drugs voor extra inkomsten en gebruiken drugs, wat kan worden gemeld aan vijandige troepen en een aanval kan uitlokken wanneer soldaten nog steeds onder invloed zijn van die drugs. Grenspatrouillepersoneel, die geen gevechtseenheid zijn, moeten vervolgens bijspringen en posities verdedigen wanneer dat nodig is. Terwijl de militaire macht en luchtaanvallen van de internationale coalitie beslissende militaire voordelen opleverden, waren sociaaleconomische oplossingen op lange termijn nodig om de Afghaanse strijdkrachten te versterken.
Begin 2019 werden minstens 42.000 spooksoldaten van de loonlijst van het Afghaans nationaal leger verwijderd.
Tot kort voor de overname van 15 augustus 2021 door de Taliban, waren de Afghaanse nationale defensie- en veiligheidstroepen op papier een troepenmacht van 300.000 getrainde soldaten, ondersteund door een lokale luchtmacht, gebouwd in de afgelopen twee decennia door inspanningen van de VS en de NAVO. In de loop van weken werd het verdreven door een veel kleinere Taliban-troepenmacht, waarbij de meeste provinciale hoofdsteden met weinig of geen weerstand vielen. Het ontbreken van een solide, uniform nationaal leger en de snelle verliezen voor het talibanoffensief zijn gedeeltelijk toegeschreven aan de aanwezigheid van spooksoldaten. Binnen het Afghaanse leger waren officieren die salarissen overhevelden voor “tienduizenden "spooksoldaten", wiens namen in de boeken stonden, maar die nooit zijn komen opdagen”.